# Ємінник Марк Мойсейович
Марк Мойсейович Ємінник, уроджений Рехтер (7 грудня 1901, Одеса — 1954) — радянський український правознавець, спеціаліст в галузі кримінального права.
Служив у РСЧА. На початку 1920-х років вступив до Комуністичної партії. З другої половини 1920-х років працював у Харківському інституті народного господарства, де деякий час очолював юридичний факультет. Після реорганізації вишу в 1930 році працював в Харківському інституті радянського будівництва і права, де в 1931—1932 роках був директором і в 1931—1934 — завідувачем кафедри кримінального права.
З 1933 року був суддею Верховного Суду Української РСР, а в 1934—1936 роках — помічником прокурора Української РСР. Був двічі репресований — у 1938 році він був засуджений на 8 років позбавлення волі та в 1949 році висланий на поселення. У 1956 році був посмертно повністю реабілітований.

## Життєпис
Марк Рехтер народився 7 грудня 1901 року в Одесі. Його батько помер, коли синові було два роки. Внаслідок цього він виховувався у свого дядька, який жив в іншому місті. Його мати продовжувала жити в Одесі, і після повернення до неї Марк екстерном склав іспити за програмами початкової та середньої школи. Після цього, в 1917 році він почав викладати для учнів молодших та середніх класів сільської школи. У революційні роки Марк Рехтер змінив прізвище на Єміннік. Прізвище Рехтер на російську мову перекладалося як «правильний», а давньоєврейською мовою це слово звучало як «ємінні».
За різними даними почав службу в Червоній армії у 1919 або 1920 році. Під час служби вступив до більшовицької партії. Демобілізувався в 1922 році, до цього моменту служив в Харкові, де і залишився працювати після демобілізації. Спочатку працював у Центральному Комітеті Комуністичної партії (більшовиків) України, а потім у Головному політико-просвітницькому комітеті Народного комісаріату освіти Української РСР. Одночасно з цим здобував юридичну освіту в Харківському інституті народного господарства.
У 1924 в рамках політиці «чистки партійних рядів» Ємінник був виключений з Комуністичної партії через участь в «троцькістській опозиції». Однак дане твердження було спростовано і вже в 1925 році він був відновлений в партії. У тому ж році Марк Еміннік закінчив правовий факультет Харківського інституту народного господарства і вступив до нього ж в аспірантура. Поєднував навчання в аспірантурі з практичною роботою, був народним слідчим в окружній прокуратурі. У 1928 році Еміннік закінчив аспірантуру і був прийнятий на посаду асистента кафедри кримінального права в цьому ж виші. Потім він був підвищений до доцента, а ще через якийсь час став деканом всього юридичного факультету. Мав вчене звання доцента. Академік Ю. С. Шемшученко також вказував на те, що перед тим як очолити факультет Ємінник захистив кандидатську дисертацію.

У липні 1930 року Харківський інститут народного господарства був реорганізований в Харківський інститут радянського будівництва і права і в кінці того ж року Ємінник став заступником директора з навчальної частини в новоствореному інституті. У 1931 році він став директором Харківського інституту радянського будівництва та права. У тому ж році Ємінник зайняв ще одну посаду у виші — завідувача кафедри кримінального права, читав лекції з загальної частини кримінального права. Залишався директором вишу до 1932 року, а до 1934 — продовжував очолювати кафедру кримінального права.
Хоча посаду директора інституту М. М. Ємінник обіймав менше одного року, проте за час навчання та роботи в інституті він залишив про себе добру пам'ять. Соратники характеризували його як людину високоерудовану, енергійну і цілеспрямовану, яка не боїться жодних труднощів.— І. С. Ніколаєв
У середині 1933 року Марк Мойсейович був включений до числа суддів Верховного Суду Української РСР, а 1934 переїхав до Київ і протягом наступних двох років очолював кримінальну колегію цієї судової інстанції. У 1936 році став помічником прокурора Української РСР.
У 1938 році Ємінник був заарештований за так званою «справою юристів» (також зустрічається назва-справа « правовиків»), яку Ю. С. Шемшученко називав « сфальсифікованою органами НКВС». У провину Єміннику ставилося нібито створення «протроцкістської терористичної організації». Також, спираючись на те, що Ємінник поміняв своє справжнє прізвище і читав книги давньоєврейською мовою, слідство безуспішно намагалося довести його причетність до сіоністського руху. Разом з ним обвинуваченими у даній справі були колишній нарком юстиції Української РСР Х. П. Радченко і суддя Верховного Суду Української РСР С. М. Прушицький. Всі троє подавали скарги на те, що слідство використовує протизаконні методи, але скарги так і не були взяті до уваги. Згодом, за застосування протизаконних методів, був розстріляний слідчий, який допитував Ємінника. Коли справа розглядалася судом, то він відмовився від її розгляду через неможливість перевірки доказів, і справа була направлена до Особливої наради при НКВС СРСР. В результаті Марк Ємінник був засуджений до 8 років позбавлення волі.
Ємінник відбув весь термін покарання. Після звільнення оселився в Ярославлі, де працював юрисконсультом. Проте вже через два роки після звільнення стосовно Марка Мойсейовича знову почалося кримінальне переслідування. Цього разу його звинуватили у порушенні статей 587 і 5811 Кримінального кодексу РРФСР. У матеріалах кримінальної справи не було доказів, які вказували б на вину Ємінника. Сам обвинувачений також своєї провини не визнав. Проте, вже 26 січня 1949 року Особлива нарада при МДБ СРСР постановило вислати його на поселення.
У вересні 1953 року він написав листа Генеральному прокурору СРСР Роману Руденку, з яким був раніше знайомий. До того моменту, Ємінник був уже важко хворий. У цьому листі він просив Руденка «ретельно і об'єктивно оцінити матеріали розслідування» і стверджував про свою невинність. Помер у 1954 році перебуваючи на поселенні. Точне місце смерті Марка Емінніка невідоме. У 1956 році Київський військовий трибунал скасував обидва обвинувальні акти (1939 і 1948 років) щодо Марка Мойсейовича Ємінника.